# Phyllophaga microphylla
Phyllophaga microphylla är en skalbaggsart som beskrevs av Moser 1918. Phyllophaga microphylla ingår i släktet Phyllophaga och familjen Melolonthidae. Inga underarter finns listade i Catalogue of Life.